# Deutscher Sportclub Arminia Bielefeld 2016-2017

## Stagione
Nella stagione 2016-2017 l'Arminia Bielefeld, allenato da Norbert Meier, concluse il campionato di 2. Bundesliga al 15º posto. In Coppa di Germania l'Arminia Bielefeld fu eliminato ai quarti di finale dall'Eintracht Francoforte.

## Organico

### Rosa
| N. |                     | Ruolo | Calciatore        |
| -- | ------------------- | ----- | ----------------- |
| 1  | Germania (bandiera) | P     | Wolfgang Hesl     |
| 2  | Germania (bandiera) | D     | Steffen Lang      |
| 3  | Germania (bandiera) | C     | Brian Behrendt    |
| 4  | Germania (bandiera) | D     | Malcolm Cacutalua |
| 5  | Francia (bandiera)  | C     | David Ulm         |
| 6  | Germania (bandiera) | C     | Tom Schütz        |
| 7  | Germania (bandiera) | C     | Michael Görlitz   |
| 9  | Germania (bandiera) | A     | Fabian Klos       |
| 10 | Polonia (bandiera)  | C     | Tomasz Hołota     |
| 11 | Germania (bandiera) | D     | Stephan Salger    |
| 13 | Germania (bandiera) | D     | Julian Börner     |
| 14 | Germania (bandiera) | D     | Manuel Hornig     |
| 16 | Germania (bandiera) | A     | Sören Brandy      |
| 17 | Germania (bandiera) | C     | Christoph Hemlein |
| 18 | Germania (bandiera) | A     | Christopher Nöthe |

| N. |                     | Ruolo | Calciatore           |
| -- | ------------------- | ----- | -------------------- |
| 19 | Austria (bandiera)  | C     | Manuel Prietl        |
| 20 | Germania (bandiera) | C     | Manuel Junglas       |
| 21 | Germania (bandiera) | A     | Andreas Voglsammer   |
| 23 | Germania (bandiera) | D     | Florian Dick         |
| 25 | Germania (bandiera) | C     | Reinhold Yabo        |
| 27 | Germania (bandiera) | D     | Sebastian Schuppan   |
| 28 | Germania (bandiera) | D     | Florian Hartherz     |
| 29 | Germania (bandiera) | A     | Leandro Putaro       |
| 31 | Germania (bandiera) | D     | Henri Weigelt        |
| 32 | Germania (bandiera) | C     | Keanu Staude         |
| 33 | Germania (bandiera) | P     | Nikolai Rehnen       |
| 34 | Iran (bandiera)     | P     | Daniel Davari        |
| 35 | Germania (bandiera) | C     | Allan Firmino Dantas |
| 40 | Germania (bandiera) | P     | Baboucarr Gaye       |

## Organigramma societario
Area tecnica
- Allenatore: Jeff Saibene
- Allenatore in seconda: Sebastian Hille, Carsten Rump
- Preparatore dei portieri: Manfred Gloger
- Preparatori atletici: Reinhard Schnittker

## Risultati

### 2. Bundesliga

#### Girone di andata
| Bielefeld 7 agosto 2016, ore 15:30 CEST 1ª giornata | Arminia Bielefeld | 0 – 0 referto | Karlsruhe | SchücoArena (17 733 spett.)\| Arbitro: \| Stieler \| |
| Arbitro:                                            | Stieler           |               |           |                                                      |

| Arbitro: | Jablonski |

|            |           |  |
| Aigner 67’ | Marcatori |  |

| Arbitro: | Gerach |

|                                         |           |                                            |
| Schuppan 30’ Klos 42’ Nöthe 63’ Ulm 84’ | Marcatori | 37’ Fürstner 66’, 81’ Skrzybski 68’ Quaner |

| Arbitro: | Kempter |

|                          |           |              |
| Bouhaddouz 38’ Şahin 90’ | Marcatori | 50’ Schuppan |

| Arbitro: | Petersen |

|                                   |           |                                             |
| Klos 26’ (rig.), 31’ Behrendt 79’ | Marcatori | 45’ (aut.), 90’ (aut.) Schuppan 69’ Karaman |

| Arbitro: | Kempkes |

|           |           |               |
| Köpke 43’ | Marcatori | 48’ Cacutalua |

| Arbitro: | Schmidt |

|              |           |                                 |
| Schuppan 42’ | Marcatori | 52’, 81’ Burgstaller 85’ Matavž |

| Kaiserslautern 2 ottobre 2016, ore 13:30 CEST 8ª giornata | Kaiserslautern | 0 – 0 referto | Arminia Bielefeld | Fritz-Walter-Stadion (21 645 spett.)\| Arbitro: \| Willenborg \| |
| Arbitro:                                                  | Willenborg     |               |                   |                                                                  |

| Arbitro: | Alt |

|  |           |              |
|  | Marcatori | 82’ Daghfous |

| Arbitro: | Dietz |

|                                                       |           |  |
| Bellinghausen 20’ Hennings 32’ (rig.), 73’ Ferati 67’ | Marcatori |  |

| Arbitro: | Heft |

|                |           |  |
| Voglsammer 84’ | Marcatori |  |

| Arbitro: | Ittrich |

|                       |           |                |
| Terodde 13’, 70’, 90’ | Marcatori | 64’ Voglsammer |

| Arbitro: | Badstübner |

|                           |           |            |
| Voglsammer 35’ Prietl 62’ | Marcatori | 14’ Skarke |

| Arbitro: | Kempkes |

|                     |           |                 |
| Rapp 30’ Tripić 90’ | Marcatori | 77’ (aut.) Rapp |

| Arbitro: | Osmers |

|                |           |  |
| Voglsammer 16’ | Marcatori |  |

| Arbitro: | Kampka |

|                            |           |                        |
| Nyman 30’ Kumbela 55’, 76’ | Marcatori | 4’ Voglsammer 75’ Klos |

| Arbitro: | Jöllenbeck |

|          |           |                           |
| Klos 55’ | Marcatori | 14’ Kutschke 81’ Testroet |

#### Girone di ritorno
| Arbitro: | Sather |

|                                   |           |                     |
| Figueras 63’ Kempe 66’ Hoffer 82’ | Marcatori | 51’ Klos 68’ Schütz |

| Arbitro: | Dankert |

|               |           |             |
| Klos 12’, 38’ | Marcatori | 13’ Gytkjær |

| Arbitro: | Petersen |

|                                   |           |          |
| Kroos 22’ Kreilach 63’ Polter 83’ | Marcatori | 44’ Klos |

| Arbitro: | Hartmann |

|          |           |               |
| Klos 90’ | Marcatori | 50’ Buchtmann |

| Arbitro: | Brych |

|                            |           |                             |
| Harnik 37’ (rig.) Sané 57’ | Marcatori | 28’ Hemlein 45’ (rig.) Klos |

| Arbitro: | Kempter |

|                           |           |                              |
| Kalig 2’ (aut.) Börner 4’ | Marcatori | 57’ (aut.) Görlitz 71’ Adler |

| Arbitro: | Koslowski |

|            |           |  |
| Petrák 35’ | Marcatori |  |

| Arbitro: | Günsch |

|                          |           |  |
| Hemlein 48’ Schuppan 75’ | Marcatori |  |

| Arbitro: | Kempkes |

|               |           |                 |
| Benatelli 17’ | Marcatori | 90’ (aut.) Díaz |

| Arbitro: | Gerach |

|                            |           |           |
| Börner 11’ Klos 84’ (rig.) | Marcatori | 40’ Ayhan |

| Arbitro: | Thomsen |

|          |           |                                       |
| Karl 90’ | Marcatori | 17’ (rig.), 55’ Voglsammer 75’ Börner |

| Arbitro: | Osmers |

|                      |           |                            |
| Hemlein 15’ Yabo 73’ | Marcatori | 51’ Maxim 54’, 89’ Terodde |

| Arbitro: | Alt |

|                            |           |                     |
| Dick 47’ (aut.) Wittek 57’ | Marcatori | 58’ Schütz 61’ Klos |

| Arbitro: | Jöllenbeck |

|                |           |            |
| Voglsammer 54’ | Marcatori | 90’ Dursun |

| Arbitro: | Cortus |

|            |           |           |
| Gündüz 82’ | Marcatori | 7’ Staude |

| Arbitro: | Aytekin |

|                                                                 |           |  |
| Hochscheidt 14’ (aut.) Börner 24’ Yabo 65’, 67’, 76’ Staude 71’ | Marcatori |  |

| Arbitro: | Dingert |

|            |           |            |
| Müller 62’ | Marcatori | 84’ Börner |

### Coppa di Germania
| Arbitro: | Dingert |

|                                  |                      |                                 |
| Malura 53’ Baier 77’ (rig.)      | Marcatori            | 9’, 69’ Klos                    |
| Löning Brauer Malura Weber Baier | Tiri di rigore 4 – 5 | Klos Junglas Ulm Putaro Hemlein |

| Arbitro: | Kampka |

|  |           |             |
|  | Marcatori | 66’ Hemlein |

| Arbitro: | Jablonski |

|                                       |                      |                                             |
| Carl 78’                              | Marcatori            | 52’ Schütz                                  |
| Kern Carl Haas Groß Stadler Kiermeier | Tiri di rigore 4 – 5 | Klos Junglas Schütz Voglsammer Nöthe Salger |

| Arbitro: | Zwayer |

|         |           |  |
| Blum 6’ | Marcatori |  |

## Statistiche

### Statistiche di squadra
| Competizione      | Punti | In casa | In casa | In casa | In casa | In casa | In casa | In trasferta | In trasferta | In trasferta | In trasferta | In trasferta | In trasferta | Totale | Totale | Totale | Totale | Totale | Totale | DR |
| Competizione      | Punti | G       | V       | N       | P       | Gf      | Gs      | G            | V            | N            | P            | Gf           | Gs           | G      | V      | N      | P      | Gf     | Gs     | DR |
| ----------------- | ----- | ------- | ------- | ------- | ------- | ------- | ------- | ------------ | ------------ | ------------ | ------------ | ------------ | ------------ | ------ | ------ | ------ | ------ | ------ | ------ | -- |
| 2. Bundesliga     | 37    | 17      | 7       | 6       | 4       | 31      | 23      | 17           | 1            | 7            | 9            | 19           | 31           | 34     | 8      | 13     | 13     | 50     | 54     | -4 |
| Coppa di Germania | -     | 0       | 0       | 0       | 0       | 0       | 0       | 4            | 1            | 2            | 1            | 4            | 4            | 4      | 1      | 2      | 1      | 4      | 4      | 0  |
| Totale            | -     | 17      | 7       | 6       | 4       | 31      | 23      | 21           | 2            | 9            | 10           | 23           | 35           | 38     | 9      | 15     | 14     | 54     | 58     | -4 |

### Andamento in campionato
| Giornata  | 1  | 2  | 3  | 4  | 5  | 6  | 7  | 8  | 9  | 10 | 11 | 12 | 13 | 14 | 15 | 16 | 17 | 18 | 19 | 20 | 21 | 22 | 23 | 24 | 25 | 26 | 27 | 28 | 29 | 30 | 31 | 32 | 33 | 34 |
| --------- | -- | -- | -- | -- | -- | -- | -- | -- | -- | -- | -- | -- | -- | -- | -- | -- | -- | -- | -- | -- | -- | -- | -- | -- | -- | -- | -- | -- | -- | -- | -- | -- | -- | -- |
| Luogo     | C  | T  | C  | T  | C  | T  | C  | T  | C  | T  | C  | T  | C  | T  | C  | T  | C  | T  | C  | T  | C  | T  | C  | T  | C  | T  | C  | T  | C  | T  | C  | T  | C  | T  |
| Risultato | N  | P  | N  | P  | N  | N  | P  | N  | P  | P  | V  | P  | V  | P  | V  | P  | P  | P  | V  | P  | N  | N  | N  | P  | V  | N  | V  | V  | P  | N  | N  | N  | V  | N  |
| Posizione | 11 | 15 | 14 | 16 | 16 | 16 | 18 | 17 | 17 | 17 | 17 | 17 | 15 | 16 | 15 | 15 | 16 | 17 | 16 | 17 | 17 | 16 | 17 | 18 | 16 | 17 | 16 | 16 | 17 | 17 | 17 | 17 | 15 | 15 |

Legenda:

Luogo: C = Casa; T = Trasferta. Risultato: V = Vittoria; N = Pareggio; P = Sconfitta.

### Statistiche dei giocatori
| Giocatore     | 2. Bundesliga | 2. Bundesliga | 2. Bundesliga | 2. Bundesliga | Coppa di Germania | Coppa di Germania | Coppa di Germania | Coppa di Germania | Totale   | Totale | Totale      | Totale     |
| Giocatore     | Presenze      | Reti          | Ammonizioni   | Espulsioni    | Presenze          | Reti              | Ammonizioni       | Espulsioni        | Presenze | Reti   | Ammonizioni | Espulsioni |
| ------------- | ------------- | ------------- | ------------- | ------------- | ----------------- | ----------------- | ----------------- | ----------------- | -------- | ------ | ----------- | ---------- |
| D. Davari     | 8             | 0             | 0             | 0             | -                 | -                 | -                 | -                 | 8        | 0      | 0           | 0          |
| B. Gaye       | -             | -             | -             | -             | -                 | -                 | -                 | -                 | -        | -      | -           | -          |
| W. Hesl       | 26            | 0             | 0             | 0             | 4                 | 0                 | 0                 | 0                 | 30       | 0      | 0           | 0          |
| N. Rehnen     | -             | -             | -             | -             | -                 | -                 | -                 | -                 | -        | -      | -           | -          |
| B. Behrendt   | 29            | 1             | 5             | 0             | 2                 | 0                 | 2                 | 0                 | 31       | 1      | 7           | 0          |
| J. Börner     | 26            | 5             | 6             | 0             | 4                 | 0                 | 0                 | 0                 | 30       | 5      | 6           | 0          |
| M. Cacutalua  | 12            | 1             | 0             | 0             | 2                 | 0                 | 0                 | 0                 | 14       | 1      | 0           | 0          |
| F. Dick       | 9             | 0             | 5             | 0             | -                 | -                 | -                 | -                 | 9        | 0      | 5           | 0          |
| F. Hartherz   | 25            | 0             | 4             | 0             | 2                 | 0                 | 0                 | 0                 | 27       | 0      | 4           | 0          |
| M. Hornig     | 2             | 0             | 1             | 0             | -                 | -                 | -                 | -                 | 2        | 0      | 1           | 0          |
| S. Lang       | 5             | 0             | 1             | 0             | -                 | -                 | -                 | -                 | 5        | 0      | 1           | 0          |
| S. Salger     | 19            | 0             | 2             | 1             | 4                 | 0                 | 2                 | 0                 | 23       | 0      | 4           | 1          |
| S. Schuppan   | 24            | 4             | 4             | 1             | 4                 | 0                 | 2                 | 0                 | 28       | 4      | 6           | 1          |
| H. Weigelt    | 1             | 0             | 0             | 0             | -                 | -                 | -                 | -                 | 1        | 0      | 0           | 0          |
| A. Dantas     | -             | -             | -             | -             | -                 | -                 | -                 | -                 | -        | -      | -           | -          |
| M. Görlitz    | 23            | 0             | 4             | 0             | 4                 | 0                 | 1                 | 0                 | 27       | 0      | 5           | 0          |
| T. Hołota     | 7             | 0             | 1             | 0             | 2                 | 0                 | 1                 | 0                 | 9        | 0      | 2           | 0          |
| M. Junglas    | 20            | 0             | 4             | 0             | 3                 | 0                 | 0                 | 0                 | 23       | 0      | 4           | 0          |
| M. Prietl     | 24            | 1             | 6             | 0             | 2                 | 0                 | 0                 | 0                 | 26       | 1      | 6           | 0          |
| T. Schütz     | 31            | 2             | 8             | 0             | 4                 | 1                 | 1                 | 0                 | 35       | 3      | 9           | 0          |
| K. Staude     | 23            | 2             | 1             | 0             | 1                 | 0                 | 0                 | 1                 | 24       | 2      | 1           | 1          |
| D. Ulm        | 12            | 1             | 1             | 0             | 2                 | 0                 | 0                 | 0                 | 14       | 1      | 1           | 0          |
| R. Yabo       | 14            | 4             | 2             | 0             | -                 | -                 | -                 | -                 | 14       | 4      | 2           | 0          |
| S. Brandy     | 10            | 0             | 3             | 0             | 1                 | 0                 | 0                 | 0                 | 11       | 0      | 3           | 0          |
| C. Hemlein    | 29            | 3             | 8             | 0             | 4                 | 1                 | 1                 | 0                 | 33       | 4      | 9           | 0          |
| F. Klos       | 33            | 13            | 8             | 0             | 4                 | 2                 | 1                 | 0                 | 37       | 15     | 9           | 0          |
| C. Nöthe      | 13            | 1             | 1             | 0             | 3                 | 0                 | 1                 | 0                 | 16       | 1      | 2           | 0          |
| L. Putaro     | 15            | 0             | 1             | 0             | 1                 | 0                 | 0                 | 0                 | 16       | 0      | 1           | 0          |
| A. Voglsammer | 32            | 8             | 6             | 0             | 3                 | 0                 | 0                 | 0                 | 35       | 8      | 6           | 0          |
| M. Mak        | 1             | 0             | 1             | 0             | -                 | -                 | -                 | -                 | 1        | 0      | 1           | 0          |